# Sharan
Sharan o Sharana (paixtu شرنه) és una ciutat de l'Afganistan, capital de la província de Paktika i del districte de Sharan (al nord-oest de la província). Té una població estimada de menys de 2.500 habitants (2.200 el 2006). La seu del govern està a 5 minuts a peu de la població, al costat de la caserna provincial de policia. A la rodalia hi ha també el campament militar afganès i la base de les forces ocupants anomenada Camp Kearney.